# André Cardinal Destouches
André Cardinal Destouches, także des Touches (ochrzczony 6 kwietnia 1672 w Paryżu, zm. 7 lutego 1749 tamże) – francuski kompozytor.

## Życiorys
Pochodził z zamożnej rodziny. Uczeń kolegium jezuickiego w Paryżu. W latach 1687–1688 jako towarzysz ojca Tachard odbył podróż do Syjamu. W latach 1692–1696 służył jako muszkieter w gwardii królewskiej Ludwika XIV; uczestniczył w oblężeniu Namuru. Wówczas też poczynił pierwsze próby jako kompozytor. Po opuszczeniu armii rozpoczął studia u André Campry. Jego debiutem kompozytorskim były 3 arie do opery baletowej Campry l’Europe galante (1697). W 1697 roku wystawił na dworze królewskim pierwszą własną kompozycję, cieszącą się dużym powodzeniem operę pastoralną Issé.
W 1713 roku został mianowany inspektorem Académie Royale de Musique, w latach 1728–1730 był natomiast jej dyrektorem. Od 1718 roku surindendant de la Musique du Roi, od 1726 do 1745 roku także maître de la chapelle-royale. Na polecenie królowej Marii Leszczyńskiej zorganizował dworski odpowiednik Concert Spirituel.

## Twórczość
Tworzył w stylu galant. Jest reprezentantem okresu pośredniego pomiędzy twórczością Jeana-Baptisty Lully’ego a Jeana-Philippe’a Rameau. Oprócz opery pastoralnej Issé (1697) skomponował m.in. opery Amadis de Crèce (1699), Marthésie (1699), Omphale (1701), Callirhoé (1712), Télémaque et Calypso (1714), Sémiramis (1718) i Les Stratagèmes de l’Amour (1726), komedię liryczną La Carnaval et la folie (1704), balet Les Eléments (1721, wspólnie z Michelem Delalandem), kantaty Enone i Sémélé.